# Liste der Stolpersteine in Rüsselsheim am Main
Die Liste der Stolpersteine in Rüsselsheim am Main enthält alle Stolpersteine, die im Rahmen des gleichnamigen Kunst-Projekts von Gunter Demnig in Rüsselsheim am Main verlegt und gefunden wurden. Mit ihnen soll an Opfer des Nationalsozialismus erinnert werden, die in Rüsselsheim am Main lebten und wirkten.

## Verlegte Stolpersteine
| Adresse                                                 | Name                   | Inschrift | Verlegedatum  | Bild | Anmerkung |
| ------------------------------------------------------- | ---------------------- | --- | ------------- | --- | --------- |
| Schäfergasse 20 (Standort)                              | Mathilde Gottschall    | Hier wohnte Mathilde Gottschall Geb. Bruchfeld Jg. 1865 Deportiert 1942 Theresienstadt Ermordet 3.11.1943 | 2. Okt. 2008  | |           |
| Schäfergasse 20 (Standort)                              | Hermann Gottschall     | Hier wohnte Hermann Gottschall Jg. 1860 Gedemütigt / Entrechtet ??? Tot | 2. Okt. 2008  | |           |
| Schäfergasse 20 (Standort)                              | Abraham Bruchfeld      | Hier wohnte Abraham Bruchfeld Jg. 1854 Deportiert 1942 Theresienstadt Ermordet 13.10.1942 | 2. Okt. 2008  | |           |
| Schäfergasse 20 (Standort)                              | Rosa Ryczyvol          | Hier wohnte Rosa Ryczyvol Geb. Gottschall Jg. 1893 Deportiert 1942 Richtung Osten Ermordet | 2. Okt. 2008  | |           |
| Schäfergasse 20 (Standort)                              | Alice Ryczyvol         | Hier wohnte Alice Ryczyvol Jg. 1929 Deportiert 1942 Richtung Osten Ermordet | 2. Okt. 2008  | |           |
| Bahnhofstraße 41 (Standort)                             | Fanny Lang             | Hier wohnte Fanny Lang Geb. Laufer Jg. 1884 Denunziert Verhaftet März 1943 Deportiert Auschwitz Ermordet 7.7.1943 | 2. Okt. 2008  | |           |
| Mainstraße 13 (Standort)                                | Karl Linz              | Hier wohnte Karl Linz Jg. 1898 Deportiert 1942 Richtung Osten Ermordet | 2. Okt. 2008  | |           |
| Mainstraße 13 (Standort)                                | Melanie Linz           | Hier wohnte Melanie Linz Jg. 1904 Deportiert 1942 Richtung Osten Ermordet | 2. Okt. 2008  | |           |
| Mainstraße 13 (Standort)                                | Adam Helker            | Hier wohnte Adam Helker Jg. 1912 Im Widerstand / KPD Verhaftet 1937 ´Vorbereitung zum Hochverrat´ 1942 Soldat in Frankreich Befreit / Überlebt | 2. Okt. 2008  | |           |
| Bernhardstraße 1 (Standort)                             | Otto Zinkeisen         | Hier wohnte Otto Zinkeisen Jg. 1914 Im Widerstand Verhaftet 1935 Misshandelt Buchenwald Strafbataillon 999 Überlebt | 2. Okt. 2008  | |           |
| Mainzer Straße 76 (Standort)                            | Jakob Schmitt          | Hier wohnte Jakob Schmitt Jg. 1916 Im Widerstand Verhaftet 1935 Misshandelt Strafbataillon 999 Überlebt | 2. Okt. 2008  | |           |
| Jakob-Sittmann-Straße 13 (Standort)                     | Fritz Zängerle         | Hier wohnte Fritz Zängerle Jg. 1911 Verhaftet 1933 in Frankfurt Misshandelt von SA Im Widerstand bis 1945 Überlebt | 2. Okt. 2008  | |           |
| Rugbyring 114 (Standort)                                | Ludwig Dörfler         | Hier wohnte Ludwig Dörfler Jg. 1887 Verhaftet 1933 Misshandelt von SA Berufsverbot Überlebt | 2. Okt. 2008  | |           |
| Marktplatz 11 (Standort)                                | Moritz Reinheimer      | Hier wohnte Moritz Reinheimer Jg. 1888 Deportiert 1941 Minsk Ermordet | 24. Apr. 2010 | |           |
| Marktplatz 11 (Standort)                                | Recha Reinheimer       | Hier wohnte Recha Reinheimer Jg. 1890 Deportiert 1941 Minsk Ermordet | 24. Apr. 2010 | |           |
| Marktplatz 11 (Standort)                                | Hertha Reinheimer      | Hier wohnte Hertha Reinheimer Jg. 1924 Deportiert 1941 Minsk Ermordet | 24. Apr. 2010 | |           |
| Marktplatz 11 (Standort)                                | Irene Reinheimer       | Hier wohnte Irene Reinheimer Jg. 1921 Deportiert 1941 Minsk Ermordet | 24. Apr. 2010 | |           |
| Marktstraße 5 (Standort)                                | Wolf Neumann           | Hier wohnte Wolf Neumann Jg. 1888 Gedemütigt / Entrechtet Tot 28.7.1937 | 24. Apr. 2010 | |           |
| Marktstraße 5 (Standort)                                | Sofie Neumann          | Hier wohnte Sofie Neumann Jg. 1890 Flucht 1938 USA Überlebt | 24. Apr. 2010 | |           |
| Schäfergasse 3 (Standort)                               | Josef Grau             | Hier wohnte Josef Grau Jg. 1862 Deportiert Ermordet 1942 Theresienstadt | 24. Apr. 2010 | |           |
| Schäfergasse 3 (Standort)                               | Ida Grau               | Hier wohnte Ida Grau Geb. Wassermann Jg. 1886 Deportiert 1942 Theresienstadt Ermordet 1943 in Auschwitz | 24. Apr. 2010 | |           |
| Schäfergasse 3 (Standort)                               | Richard Grau           | Hier wohnte Richard Grau Jg. 1922 Deportiert 1942 Trawniki Ermordet | 24. Apr. 2010 | |           |
| Schäfergasse 3 (Standort)                               | Hilde Grau             | Hier wohnte Hilde Grau Jg. 1920 Flucht 1936 Holland Überlebt | 24. Apr. 2010 | |           |
| Schäfergasse 4 (Standort)                               | Jakob Samson Stern     | Hier wohnte Jakob Samson Stern Jg. 1881 Flucht 1938 Holland Südafrika Tot 25.12.1944 | 24. Apr. 2010 | |           |
| Schäfergasse 4 (Standort)                               | Luise Stern            | Hier wohnte Luise Stern Jg. 1876 Flucht 1938 Holland Südafrika Überlebt | 24. Apr. 2010 | |           |
| Schäfergasse 4 (Standort)                               | Irma Stern             | Hier wohnte Irma Stern Jg. 1909 Flucht 1938 Holland Interniert Westerbork Deportiert 1942 Auschwitz Ermordet 31.8.1942 | 24. Apr. 2010 | |           |
| Bernhardstraße 3 (Standort)                             | Jakob Rhein            | Hier wohnte Jakob Rhein Jg. 1882 Im Widerstand Verhaftet 1933 KZ Osthofen KZ Dachau Überlebt | 24. Apr. 2010 | |           |
| Mainzer Straße 8 (Standort)                             | Emanuel Nachmann       | Hier wohnte Emanuel Nachmann Jg. 1885 Verhaftet 1938 Buchenwald Deportiert 1942 Majdanek Ermordet | 24. Apr. 2010 | |           |
| Mainzer Straße 8 (Standort)                             | Ida Nachmann           | Hier wohnte Ida Nachmann Geb. Mannheimer Jg. 1884 Deportiert 1942 Izbica Ermordet | 24. Apr. 2010 | |           |
| Im Kleinen Ramsee 22 (Standort)                         | Alwin Heizenroeder     | Hier wohnte Alwin Heizenroeder Jg. 1898 Im Widerstand Verhaftet 1933 KZ Osthofen Zuchthaus Butzbach KZ Aschendorf Überlebt | 24. Apr. 2010 | |           |
| Haßloch Dreifaltigkeits-Kirche An der Wied 3 (Standort) | Adam Pfeifer           | Hier wirkte Adam Pfeifer Jg. 1903 Pfarrer Im Widerstand Verhaftet 1941 Gefängnis Darmstadt Überlebt | 24. Apr. 2010 | |           |
| Grabenstraße 16 (Standort)                              | Oskar Jülich           | Hier wohnte Oskar Jülich Jg. 1903 Im Widerstand Verhaftet 1933 KZ Osthofen Überlebt | 1. Mai 2010   | |           |
| Bahnhofstraße 15 (Standort)                             | Bertram Mayer          | Hier wohnte Bertram Mayer Jg. 1881 Verhaftet 1933 KZ Osthofen Flucht 1940 Bolivien Überlebt | 30. März 2011 | |           |
| Bahnhofstraße 15 (Standort)                             | Lisa Mayer             | Hier wohnte Lisa Mayer Geb. Ermann Jg. 1882 Flucht 1940 Bolivien Überlebt | 30. März 2011 | |           |
| Bahnhofstraße 15 (Standort)                             | Erna Mayer             | Hier wohnte Erna Mayer Jg. 1911 Flucht 1938 Argentinien Überlebt | 30. März 2011 | |           |
| Bahnhofstraße 15 (Standort)                             | Bruno Guttenstein      | Hier wohnte Bruno Guttenstein Jg. 1900 Flucht 1938 Argentinien Überlebt | 30. März 2011 | |           |
| Bahnhofstraße 15 (Standort)                             | Margarete Guttenstein  | Hier wohnte Margarete Guttenstein Geb. Mayer Jg. 1909 Flucht 1938 Argentinien Überlebt | 30. März 2011 | |           |
| Hügelstraße 9 (Standort)                                | Albert Steube          | Hier wohnte Albert Steube Jg. 1905 Im Widerstand Verhaftet 1935 KZ Börgermoor Strafbataillon 999 Tot 1944 | 30. März 2011 | |           |
| Paul-Hessemer-Straße 13 (Standort)                      | Friedrich Meister      | Hier wohnte Friedrich Meister Jg. 1909 Kriegsdienst verweigert Verhaftet 1943 Zuchthaus Ensisheim 1943 - 1945 Flucht Überlebt | 30. März 2011 | |           |
| Bahnhofstraße 12 (Standort)                             | Klara Wolfeiler        | Hier wohnte Klara Wolfeiler Geb. Kahn Jg. 1871 Deportiert 1942 Theresienstadt Ermordet 25.12.1942 | 6. Okt. 2012  | |           |
| Bahnhofstraße 12 (Standort)                             | Robert Wolfeiler       | Hier wohnte Robert Wolfeiler Jg. 1899 Flucht 1937 USA Überlebt | 6. Okt. 2012  | |           |
| Bahnhofstraße 12 (Standort)                             | Theresia Wolfeiler     | Hier wohnte Theresia Wolfeiler Geb. Marx Jg. 1904 Flucht 1937 USA Überlebt | 6. Okt. 2012  | |           |
| Waldstraße 65 (Standort)                                | Alfred Löw             | Hier wohnte Alfred Löw Jg. 1900 Flucht 1939 Holland Verhaftet Interniert Mechelen Befreit / Überlebt | 6. Okt. 2012  | |           |
| Haßlocher Straße 24 (Standort)                          | Mendel Frost           | Hier wohnte Mendel Frost Geb. Guttenstein Jg. 1875 Deportiert 1941 Kowno Ermordet 25.11.1941 | 6. Okt. 2012  | |           |
| Haßlocher Straße 24 (Standort)                          | Amalie Frost           | Hier wohnte Amalie Frost Geb. Maas Jg. 1878 Flucht 1939 Bolivien Überlebt | 6. Okt. 2012  | |           |
| Haßlocher Straße 24 (Standort)                          | Sophie Maas            | Hier wohnte Sophie Maas Jg. 1873 Flucht 1939 Bolivien Überlebt | 6. Okt. 2012  | |           |
| Astheimer Straße 21 (Standort)                          | Friedrich Grünewald    | Hier wohnte Friedrich Grünewald Jg. 1910 Im Widerstand Verhaftet 1935 Zuchthaus Butzbach Entlassen 1938 1944 Zwangsarbeit Flucht 1945 Versteckt / Überlebt | 6. Okt. 2012  | |           |
| Bahnhofsplatz (vor Opel-Portal) (Standort)              | Izaak De Hartog        | Zwangsarbeiter 1943 bei Opel Izaak De Hartog Jg. 1910 Holland Deportiert 1943 Pleskau Ermordet 18.11.1943 Riga | 21. Mai 2016  | |           |
| Bahnhofsplatz (vor Opel-Portal) (Standort)              | Stolperschwelle        | Zwangsarbeit in den Opelwerken 1940 bis 1945 Über 7000 Kriegsgefangene Zwangsarbeiterinnen und Zwangsarbeiter wurden in die Rüstungs- und Kriegsproduktion gezwungen unterernährt, geschlagen, gequält, Bomben schutzlos ausgeliefert, in Konzentrationslager gebracht Viele Hunderte verloren ihr Leben | 21. Mai 2016  | |           |
| Adam-Foßhag-Straße 6 (Standort)                         | Elisabetha L. Hessemer | Hier wohnte Elisabetha L. Hessemer Jg. 1897 Eingewiesen 1936 Anstalten Bad Kreuznach ´Verlegt´ 3.6.1941 Hadamar Ermordet 3.6.1941 ´Aktion T4´ | 16. Mai 2018  | |           |
| Weserstraße 47 (Standort)                               | Anna E. Rückert        | Hier wohnte Anna E. Rückert Jg. 1919 Eingewiesen Heilanstalt Alzey ´Verlegt´ 25.3.1941 Hadamar Ermordet 25.3.1941 ´Aktion T4´ | 16. Mai 2018  | |           |
| Grabenstraße 62 (Standort)                              | Johannes Knoblauch     | Hier wohnte Johannes Knoblauch Jg. 1896 Seit 1933 Patient in mehreren Heilanstalten ´Verlegt´ 11.6.1941 Hadamar Ermordet 11.6.1941 ´Aktion T4´ | 16. Mai 2018  | |           |
| Weisenauer Straße 35 (Standort)                         | Anna Kraft             | Hier wohnte Anna Kraft Geb. Mecky Jg. 1902 Eingewiesen 1933 Heilanstalt Goddelau ´Verlegt´ 16.5.1941 Hadamar Ermordet 16.5.1941 ´Aktion T4´ | 16. Mai 2018  | |           |
| Schäfergasse 16 (Standort)                              | Rudolph Schmidt        | Hier wohnte Rudolph Schmidt Jg. 1900 Eingewiesen 1935 Heilanstalt Goddelau Heilanstalt Eichberg ´Verlegt´ Heilanstalt Hadamar Ermordet 1.5.1945 | 16. Mai 2018  | |           |
| Mainzer Straße 8 (Standort)                             | Bernhard Nachmann      | Hier wohnte Bernhard Nachmann Jg. 1913 Zwangsarbeit 1941 Verhaftet 28.2.1943 Deportiert 1943 Auschwitz ´Todesmarsch´ Jan. 1945 Bergen-Belsen Befreit | 27. Jan. 2023 | |           |
| Hintergasse 18 (Standort)                               | Ludwig Neu             | Hier wohnte Ludwig Neu ... | 27. Jan. 2024 | Bild gesucht Der Benutzer GeorgDerReisende ( Diskussion ) wünscht sich an dieser Stelle ein Bild vom Ort mit diesen Koordinaten 49.965843 8.447894 . Motiv: Hintergasse 18: die Stolpersteine für die Familie Neu und Bertha Marxsohn Falls du dabei helfen möchtest, erklärt die Anleitung , wie das geht. BW |           |
| Hintergasse 18 (Standort)                               | Paula Neu              | Hier wohnte Paula Neu ... | 27. Jan. 2024 | Bild gesucht Die Wikipedia wünscht sich an dieser Stelle ein Bild vom hier behandelten Ort. Falls du dabei helfen möchtest, erklärt die Anleitung , wie das geht. BW |           |
| Hintergasse 18 (Standort)                               | Hilda Neu              | Hier wohnte Hilda Neu ... | 27. Jan. 2024 | Bild gesucht Die Wikipedia wünscht sich an dieser Stelle ein Bild vom hier behandelten Ort. Falls du dabei helfen möchtest, erklärt die Anleitung , wie das geht. BW |           |
| Hintergasse 18 (Standort)                               | Werner Neu             | Hier wohnte Werner Neu ... | 27. Jan. 2024 | Bild gesucht Die Wikipedia wünscht sich an dieser Stelle ein Bild vom hier behandelten Ort. Falls du dabei helfen möchtest, erklärt die Anleitung , wie das geht. BW |           |
| Hintergasse 18 (Standort)                               | Bertha Marxsohn        | Hier wohnte Bertha Marxsohn ... | 27. Jan. 2024 | Bild gesucht Die Wikipedia wünscht sich an dieser Stelle ein Bild vom hier behandelten Ort. Falls du dabei helfen möchtest, erklärt die Anleitung , wie das geht. BW |           |